# Bulharština
Bulharština je jihoslovanský jazyk zapisující se cyrilicí. Spolu s makedonštinou tvoří východní větev jihoslovanských jazyků.

## Etymologie
Slovem Bulhaři (българи) [bŭlgari] se původně označoval národ ze střední Asie, jehož jazyk neměl nic společného se slovanskými jazyky. Bulhaři se v 7. století usadili na Balkáně a byli asimilováni místním slovanským obyvatelstvem; dali mu však své jméno a zanechali stopy jak ve slovní zásobě slovanské bulharštiny, tak v její gramatice.[zdroj?]

## Rozšíření
Kromě Bulharska se bulharsky mluví v sousedních a dalších zemích, kam v minulosti Bulhaři emigrovali: Kanada, Řecko, Maďarsko, Izrael, Severní Makedonie, Moldavsko, Rumunsko, Srbsko, Turecko, Ukrajina, USA. Celkový počet mluvčích se odhaduje na 9 miliónů, z toho 8 miliónů ve vlastním Bulharsku, kde tvoří 85 % populace.

## Historie
Bulharština má ze všech slovanských jazyků nejdéle psanou formu. Rozlišujeme starobulharštinu (9. až 11. století), střední bulharštinu (12. až 15. století) a moderní bulharštinu (od 16. století). Mnoho starých rukopisů zničili v bulharských klášterech řečtí mniši. Dnešní pravopis se ustálil v 19. století. První bulharský slabikář byl vydán v roce 1825 v Brašově.

## Abeceda a výslovnost

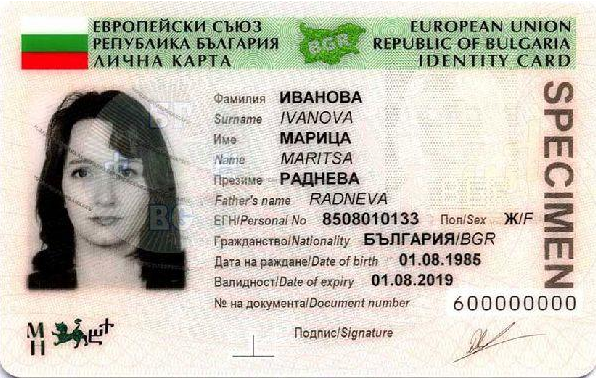
Ukázka textu: Bulharský občanský průkaz.

První bulharské prameny jsou psány hlaholicí, ale už ve starobulharském období byla tato abeceda nahrazena cyrilicí, později modernizovanou. Od ruské cyrilice (azbuky), která je v Česku známější, se liší následujícím:
- Е se čte [è], neměkčí předchozí souhlásku.
- Ё ([jo]) chybí, někdy se píše ьо.
- И neměkčí předchozí souhlásku – ди, ти, ни - [dy], [ty], [ny].
- Э (ruské [e]) chybí.
- Щ se čte [št].
- Ъ označuje samohlásku [ə], do latinky se přepisuje jako ă. Tento znak je nazýván „er goljam“ (velký jer) a po úpravě písemné formy jazyka se objevuje na začátku slova zcela výjimečně. Často jím bývá nahrazena libovolná samohláska, která se vyslovuje nezněle. Obvyklé je použití pro přepis cizích slov/jmen např. Carol – Каръл. Více se dočtete ve článku Šva.
- Ы (jery, [y]) chybí. Používá se jen jedno i a nerozlišuje se tvrdé a měkké.

Bulharská abeceda:
| velké:     | А | Б | В | Г | Д | Е | Ж | З | И | Й | К | Л | М | Н | О | П | Р | С | Т | У | Ф | Х | Ц  | Ч  | Ш | Щ  | Ъ | Ь | Ю      | Я      |
| malé:      | а | б | в | г | д | е | ж | з | и | й | к | л | м | н | о | п | р | с | т | у | ф | х | ц  | ч  | ш | щ  | ъ | ь | ю      | я      |
| přepis:    | a | b | v | g | d | e | ž | z | i | j | k | l | m | n | o | p | r | s | t | u | f | h | c  | č  | š | št | ă | j | ju     | ja     |
| výslovnost | a | b | v | g | d | e | ʒ | z | i | j | k | l | m | n | o | p | r | s | t | u | f | x | ts | tʃ | ʃ | ʃt | ə | ʲ | ju, ʲu | ja, ʲa |

Přepis současně udává i českou výslovnost, s výjimkou písmene х, které se přepisuje h (také ch v nelingvistických textech, např. chán Asparuch), ale čte se [ch], a výše zmíněného ъ/ă.
V bulharštině se často vyskytují v tištěném textu písmena v tzv. „rukopisném stylu“, ve kterém jsou některá písmena naprosto odlišná i v základním (kolmém) typu písma a který je podobný kurzivě. V tomto stylu se písmeno д (kurzivou д) píše podobně jako malé „g“ v latince, písmeno т (kurzivou т) jako malé „m“ v latince, písmeno и (kurzivou и) jako malé „u“ v latince, písmeno п (kurzivou п) jako malé „n“ v latince, písmeno г (kurzivou г) jako zrcadlově otočené „s“ v latince, písmeno к (kurzivou к) jako malé „k“ v latince a písmeno л (kurzivou л) se píše podobně jako vzhůru nohama obrácené „v“ tedy podobně jako řecká Λ.
V roce 1945 byly z bulharské cyrilice odstraněny znaky, které neexistovaly v ruské azbuce, jež byla sama reformována v roce 1917. Bulharské písmo a pravopis se tak vzdálily od svých staroslověnských kořenů, aby se vše přizpůsobilo sovětské praxi. Od 27. února 1945 měly v Bulharsku právní platnost pouze dokumenty vytištěné s použitím nového písma.

## Jednoduchá transkripce
Bulharský přepis cyrilice do latinky se vyvíjel a v 90. letech 20. století vyústil v Jednoduchý systém transliterace bulharštiny orientovaný na angličtinu a používající výhradně znaky základní latinky a jejich spřežky, podobně jako čínský pchin-jin. V roce 2009 byl uzákoněn.

## Gramatika
Bulharština má některé rysy, které ji odlišují od většiny ostatních slovanských jazyků. Téměř chybí skloňování podstatných jmen, naopak se vyvinul člen (nikoli jako samostatné slovo jako v západoevropských jazycích, nýbrž jako přípona jmen, ke kterým člen patří). Slovesa nemají infinitiv, zato mají mnoho staro- a předslovanských tvarů, které z jiných jazyků vymizely. Existují zvláštní slovesné tvary pro děje, které mluvčí neviděl, slyšel o nich z druhé ruky či má o nich pochybnosti.
Bulharská mluvnice vychází ze stejných principů jako mluvnice ostatních slovanských jazyků, vyznačuje se však určitými zvláštnostmi:

### Člen
Bulharština spolu s makedonštinou se od ostatních slovanských jazyků odlišují tím, že mají gramatický člen, a to postponovaný (postpozitivní), tedy takový, který se připojuje za příslušný výraz (podstatné jméno, přídavné jméno, zájmeno nebo číslovku). Graficky tvoří s daným slovem jednu jednotku (slovo a člen se píše dohromady). Existence členu i jeho realizace v postpozici (podobně jako např. v rumunštině) je jedním z dokladů vzájemného ovlivňování jazyků Balkánského jazykového svazu.
K označování známých osob a věcí se používá určitý člen (ve významu „ten“).
- човекът – (ten) člověk, жената – (ta) žena, морето – (to) moře, мъжете – (ti) muži
- старият човек – (ten) starý člověk
- моята жена – (ta) moje žena

### Podstatná a přídavná jména
V bulharštině došlo ke ztrátě pádových koncovek. Z původních 7 pádů zůstal pouze tvar nominativu (1. pádu) a vokativu (5. pádu – podobně jako v češtině u podstatných jmen mužského a ženského rodu v jednotném čísle). České pády se v bulharštině vyjadřují pomocí předložek.
Rod přídavného jména se shoduje s rodem podstatného jména. Rodové koncovky se rozlišují pouze v jednotném čísle (добър – dobrý, добра – dobrá, добро – dobré), v množném čísle je společný tvar pro všechny tři rody (добри – dobří, dobré i dobrá).
Přídavná jména se stupňují pomocí předpon по- a най- (добър – dobrý, по-добър – lepší, най-добър – nejlepší).

### Zájmena
Osobní zájmena mají zjednodušené skloňování oproti češtině – mají méně tvarů (základní – podmětový – a předmětový). Předmětové tvary jsou i v bulharštině dlouhé (мене – mně) a krátké (ми – mi). Oba tvary se ve větě často používají současně (мене ми се присъни тази нощ – zdálo se mi dnes v noci). Krátkého tvaru osobního zájmena se často užívá místo zájmena přivlastňovacího (майка ми – moje matka).
Ostatní zájmena mají ve všech pádech stejný tvar.

### Číslovky
| Bulharsky | Česky |
| едно      | jeden |
| двe       | dva   |
| три       | tři   |
| чeтири    | čtyři |
| пeт       | pět   |
| шeст      | šest  |
| сeдeм     | sedm  |
| oсeм      | osm   |
| дeвeт     | devět |
| дeceт     | deset |

### Slovesa
Bulharština nemá zvláštní tvar pro infinitiv. Vyjadřuje se opisně pomocí částice да a tvaru slovesa v přítomném čase (искаш да купиш – chceš koupit). Ve slovnících se slovesa uvádějí v 1. osobě jednotného čísla přítomného času.
Bulharština si zachovala systém čtyř minulých časů, které v češtině zanikly již ve středověku.
- Jednoduché minulé časy:
  - Aorist – minulý čas ukončený (написах – napsal jsem)
  - Imperfektum – minulý čas neukončený (пишех – psal jsem)
- Složené minulé časy:
  - Perfektum – neurčitý minulý čas (předpřítomný), tvoří se stejným způsobem jako minulý čas v češtině s tím rozdílem, že tvar pomocného slovesa být (съм) je zachován i ve 3. osobě (написал е – napsal, написали са – bylo napsáno).
  - Plusquamperfektum – předminulý čas (написал бях – byl jsem napsal – [už předtím, dříve než])

Kromě toho existuje i tzv. forma nepřímé výpovědi, která vyjadřuje děje, které mluvčí osobně nezažil. Používá se často ve vyprávěních historických událostí a pohádek a do češtiny se může překládat použitím příslovce prý. Tento způsob vyjadřování je hojně využíván novináři. Běžně se používá ve 3. osobě minulého času (aoristu nebo imperfekta). Má podobné tvary jako perfektum, ve 3. osobě však nejsou pomocné tvary е (je) nebo са (jsou), např. той написал това – on to (prý) napsal.
Budoucí čas se vyjadřuje pomocí slovesa ще (nečasuje se), a to jak u dokonavých, tak i nedokonavých sloves:
- ще чакам – budu čekat
- ще почакам – počkám
- ще бъде – bude

Předbudoucí čas se tvoří slovesem ще, přítomným časem slovesa být a příčestím minulým významového slovesa. Vyjadřuje (např. jako v angličtině, španělštině či němčině) děj, který se odehraje před jiným budoucím dějem.
- ще съм учил – doslova: budu jsem učil (budu se učit před nějakým jiným budoucím dějem)

Futurum preteritum – budoucnost v minulosti – čas, který vyjadřuje děj budoucí v minulosti. Např. chtěl jsem něco udělat. Tvoří se slovesem щях (=imperfektum slovesa ще, ale na rozdíl od něj se časuje), částicí да a přítomným časem významového slovesa:
- щях да уча – chtěl jsem se učit

Futurum exaktum preteritum – předbudoucnost v minulosti – jedná se o velmi speciální čas. Bulharština je jedna z mála řečí (možná i jediná), která používá tento čas. Vyjadřuje děj budoucí v minulosti jako futurum preteritum (viz výše), který má ovšem vztah k jiné události v budoucnosti, nebo následuje v souslednosti po tomto ději ('Chtěl jsem se učit a pak jsem se chtěl dívat na televizi', nebo 'Chtěl jsem jít studovat obchodní akademii, ale oni mi to chtěli rozmluvit'). K jeho složení použijeme opět щях, částici да, přítomný čas slovesa být a příčestí minulé významového slovesa.
- щях да съм учил – chtěl jsem se učit (ale potom následuje ještě další děj...)

## Vzorový text

### Všeobecná deklarace lidských práv
Pro srovnání bulharštiny s makedonštinou je text uveden v obou jazycích.
| bulharsky  | Всички човешки същества се раждат свободни и равни по достойнство и права. Те са надарени с разум и съвест и следва да се отнасят помежду си в дух на братство.                               |
| přepis     | Vsički čoveški săštestva se raždat svobodni i ravni po dostojnstvo i prava. Te sa nadareni s razum i săvest i sledva da se otnasjat pomeždu si v duch na bratstvo.                            |
| makedonsky | Сите човечки суштества се раѓаат слободни и еднакви по достоинство и права. Тие се обдарени со разум и совест и треба да се однесуваат еден кон друг во духот на општо човечката припадност.  |
| přepis     | Site čovečki suštestva se ragjaat slobodni i ednakvi po dostoinstvo i prava. Tie se obdareni so razum i sovest i treba da se odnesuvaat eden kon drug vo duhot na opšto čovečkata pripadnost. |
| česky      | Všichni lidé se rodí svobodní a sobě rovní co do důstojnosti a práv. Jsou nadáni rozumem a svědomím a mají spolu jednat v duchu bratrství.                                                    |